# Witowo (przystanek kolejowy)
Witowo – przystanek kolejowy we wsi Witowo, w gminie Dubicze Cerkiewne, w województwie podlaskim, w Polsce.

## Ruch pasażerski
| Rok  | Wymiana pasażerska na dobę |
| ---- | -------------------------- |
| 2017 | 10-19                      |
| 2022 | 0-9                        |

## Połączenia
- Czeremcha
- Hajnówka
- Siedlce (2 kursy)
- Warszawa (1 kurs)